# Hypoprodiplosis universalis
Hypoprodiplosis universalis är en tvåvingeart som beskrevs av Fedotova 2004. Hypoprodiplosis universalis ingår i släktet Hypoprodiplosis och familjen gallmyggor. Inga underarter finns listade i Catalogue of Life.